# Ignacio Buenrostro
Ignacio Buenrostro Berumen (Guadalajara; 2 de noviembre de 1944-28 de octubre de 2019) fue un futbolista mexicano que jugaba de delantero.

## Clubes
| Club             | País   | Año       |
| ---------------- | ------ | --------- |
| Atlas            | México | 1963-1969 |
| Laguna           | México | 1969-1970 |
| Monarcas Morelia | México | 1970-1971 |
| Zacatepec        | México | 1971-1972 |

## Palmarés

### Títulos nacionales
| Título      | Equipo | País   | Año     |
| ----------- | ------ | ------ | ------- |
| Copa México | Atlas  | México | 1967-68 |